# BN DeStem
BN DeStem is een regionaal Nederlands nieuwsmedium gevestigd in Breda. De krant en site richten zich op westelijk Noord-Brabant en Zeeuws-Vlaanderen en ontstonden in 1998 door het samengaan van het Brabants Nieuwsblad (gevestigd in Roosendaal) en dagblad De Stem (gevestigd in Breda). BN DeStem maakt deel uit van het concern De Persgroep. De hoofdredacteur is André Trompers. Hij volgde Hille van der Kaa op.
Collega-kranten Brabants Dagblad (in het midden en noordoosten van Noord-Brabant), het Eindhovens Dagblad (in het zuidoosten van Noord-Brabant) en De Gelderlander (in de omgeving van Cuijk en Boxmeer) bedienen de andere gedeelten van de provincie. In Zeeland verschijnt daarnaast de Provinciale Zeeuwse Courant. Alle vijf de titels zijn van uitgeverij DPG Media en zijn geen concurrenten van elkaar.
Op 6 februari 2007 is de krant overgegaan op tabloid-formaat. BN DeStem bestaat in verschillende edities en wordt verspreid in de regio's Breda, Etten-Leur, Oosterhout, Bergen op Zoom, Roosendaal, Moerdijk, Tholen en Zeeland.
In 2009 had de krant een oplage van 114.479 exemplaren.

## Oplage
Gemiddeld verspreide oplage van BN DeStem tussen 2001 en 2017
Cijfers volgens HOI, Instituut voor Media Auditing